# Mahaut d'Artois
Pour les articles homonymes, voir Artois (homonymie).
 (septembre 2018).
Mahaut d'Artois, ou parfois Mathilde d'Artois, née vers 1269-1270 à Paris et morte le 27 novembre 1329, est une princesse de la maison capétienne d'Artois, comtesse d'Artois et pair de France, comtesse de Bourgogne par son mariage avec le comte Othon IV de Bourgogne, et belle-mère des rois Philippe V de France et Charles IV de France par les mariages de ses deux filles.
Elle est surtout connue du grand public pour son rôle dans la suite romanesque Les Rois maudits de Maurice Druon.

## Biographie
Mahaut est la fille du comte Robert II d'Artois et de sa première épouse Amicie de Courtenay. Sa date de naissance exacte est inconnue, les historiens la situant, à titre hypothétique, aux environs de 1269 ou 1270.

### Mariage avec le comteOthonIVde Bourgogne
En 1285, elle est mariée au comte Othon IV de Bourgogne de la maison d'Ivrée. Le couple a cinq enfants :
- Jeanne de Bourgogne (v. 1291-1330), reine de France, épouse de Philippe V le Long ;
- Robert (v. 1291-v. 1295) ;
- Jean (v. 1295-v. 1302) ;
- Blanche de Bourgogne (1296-1326), première épouse de Charles IV le Bel ;
- Robert dit l'Enfant (v. 1300-1315).

### Héritière du comté d'Artois
Le 11 juillet 1302, son père meurt à la bataille de Courtrai, contre les Flamands du comté de Flandre, bataille qu'il mène pour le compte de son suzerain, le roi Philippe IV de France (Philippe le Bel). Elle lui succède comme comtesse d'Artois en écartant son neveu Robert III d'Artois, alors âgé de 16 ans, fils de son frère cadet Philippe d'Artois, mort le 11 septembre 1298 après une blessure reçue à la bataille de Furnes contre le comté de Flandre. En effet, les lois de succession du comté d'Artois donnaient priorité, quel que soit leur sexe, aux enfants du comte décédé, au détriment des éventuels petits-enfants.

### Régente du comté de Bourgogne
En 1303, son mari le comte Othon IV de Bourgogne meurt à son tour des blessures reçues à la bataille de Courtrai contre les Flamands. Elle devient veuve et sa fille Jeanne, âgée de 12 ans, succède à son père sous la régence de sa mère.

### Mariage de ses filles
Conformément aux dispositions du traité d'Évreux signé le 9 juin 1291 par Philippe IV de France et son mari Othon IV, et confirmées par le traité de Vincennes en 1295, elle marie ses deux filles aux deux fils puînés du roi de France : l'aînée, Jeanne, épouse en 1307 Philippe, second fils du roi, alors que la cadette, Blanche, est mariée l'année suivante au troisième fils du roi, Charles.
Le roi Philippe V, son beau-fils, lui cède une de ses propriétés, le domaine du château de Conflans, ensuite connu sous le nom de « séjour de Bourgogne ».
En 1309, son neveu Robert III d'Artois lui fait un premier procès, qu'il perd, devant la cour des pairs du roi de France pour essayer de récupérer son héritage du comté d'Artois.
En 1314, les filles de Mahaut sont compromises dans une affaire d'adultère dans laquelle les trois brus du roi sont impliquées, le scandale de la tour de Nesle. Blanche est reconnue coupable d'adultère avec Gauthier d'Aunay et est enfermée à Château-Gaillard. Jeanne, accusée de complicité dans l'adultère de ses belles-sœurs, est enfermée au château de Dourdan. Par la suite reconnue innocente par le parlement de Paris, elle est libérée entre le 24 et le 31 décembre 1314 et retrouve sa place auprès de son époux à la cour de France.
En 1316, Robert III d'Artois organise une insurrection du comté d'Artois contre Mahaut, qui fait face.

### Sa fille Jeanne devient reine de France

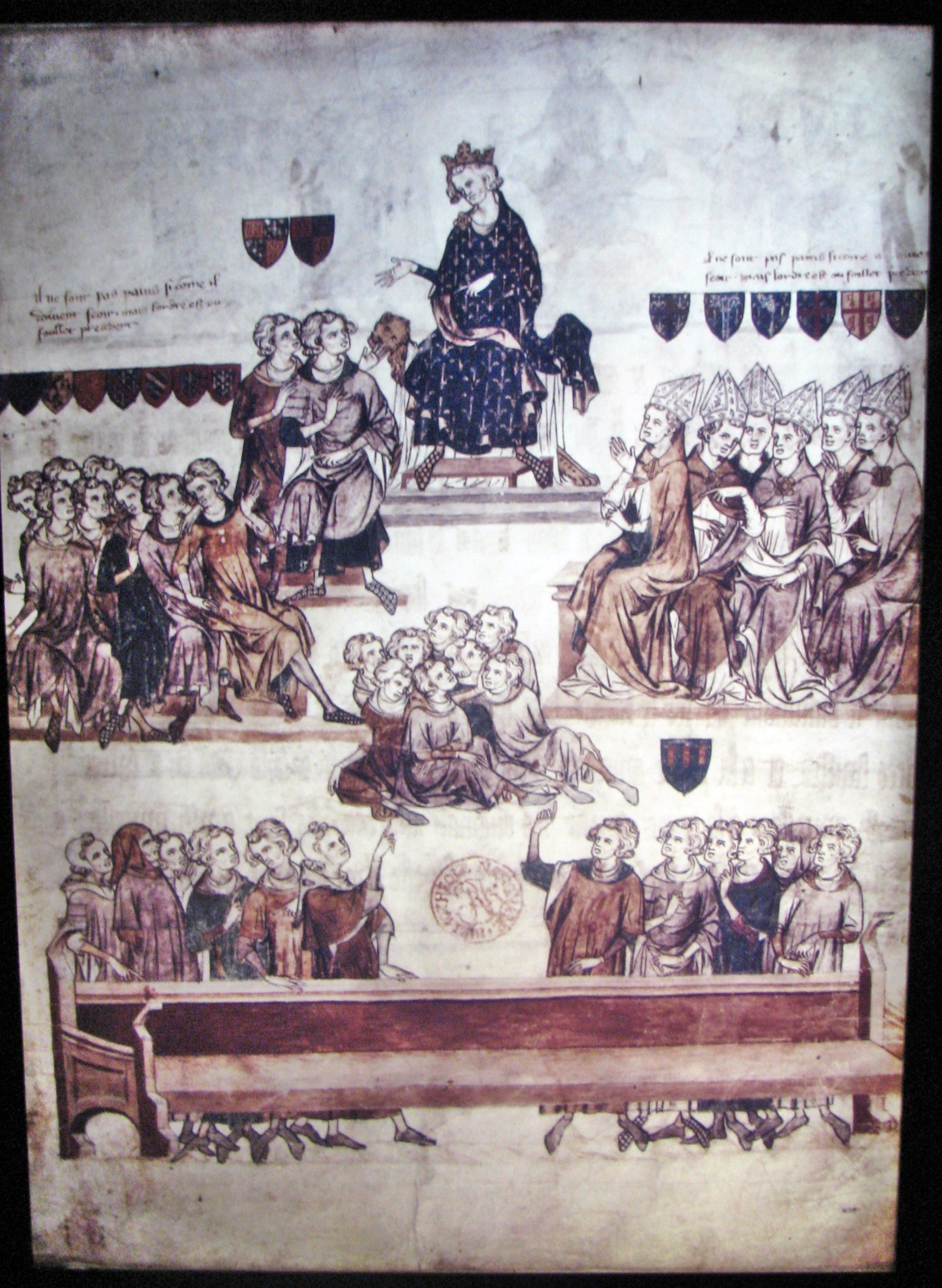
Philippe VI de Valois jugeant de la dispute entre Mahaut d'Artois et son neveu Robert d'Artois le 6 août 1332.

À la mort de Louis X de France (fils aîné de Philippe IV de France) et de Jean Ier de France (Jean le Posthume), son seul héritier, âgé de 5 jours, Philippe V de France et son épouse Jeanne sont sacrés roi et reine de France à la cathédrale Notre-Dame de Reims en janvier 1317.
Robert III d'Artois intente un second procès à Mahaut en 1318 devant la cour des pairs du roi de France pour récupérer le comté d'Artois, qu'il considère comme son héritage légal. Il est débouté. Lors d'un nouveau procès intenté dix ans plus tard, la mise en évidence du faux fourni par Jeanne de Divion fait perdre à Robert son procès. Jeanne de Divion est condamnée au bûcher, et Robert dépossédé de tous ses biens et banni en 1332.

### Sa fille Blanche devient reine de France
Philippe V de France meurt de dysenterie et de fièvre le 3 janvier 1322 à Longchamp, près de Paris, sans héritier mâle. Son frère Charles IV de France lui succède et est sacré roi de France à Reims le 21 février. Blanche, fille de Mahaut, devient reine de France tout en étant en prison pour adultère, et son mariage est annulé le 19 mai par le pape Jean XXII. Elle finit sa vie dans l'abbaye de Maubuisson près de Pontoise, où elle meurt en avril 1326.
Le 1er février 1328, Charles IV de France, dernier des trois fils de Philippe IV de France, meurt sans héritier mâle à Vincennes, ce qui marque la fin de la dynastie des Capétiens directs et pose un problème de succession au royaume de France, résolu par l'assemblée des barons qui désignent Philippe VI de France (neveu de Philippe IV le Bel) comme successeur de Charles IV.

### Mort
Le 25 novembre 1329, Mahaut d'Artois tombe subitement malade ; son médecin accourt mais les saignées et remèdes divers ne peuvent rien, la comtesse meurt le 27 novembre à Paris.
Son corps est inhumé à l'abbaye de Maubuisson, aux pieds de son père, tandis que son cœur est porté à l'église des Cordeliers de Paris dans la tombe de son fils.
Sa fille aînée, Jeanne, lui succède dans le comté d'Artois.
Soupçonné de l'avoir empoisonnée[réf. nécessaire], son neveu Robert III d'Artois s'enfuit et se réfugie en Angleterre, où il soutient les prétentions du roi Édouard III à la couronne de France, d'où découlera la guerre de Cent Ans.

## Mahaut d'Artois dans la fiction:Les Rois maudits
Mahaut d'Artois est l'un des protagonistes de la série romanesque Les Rois maudits (1955-1977) de Maurice Druon, apparaissant dans six des sept tomes.
L’œuvre de Druon a fait l'objet de deux adaptations télévisées. Dans la première, réalisée en 1972 par Claude Barma, le rôle de Mahaut est campé par Hélène Duc. Dans la seconde adaptation, réalisée par Josée Dayan en 2005, c'est Jeanne Moreau qui prête ses traits au personnage de la comtesse d'Artois.
Impopulaire en raison de son autoritarisme, certains de ses ennemis l'ont accusée de la mort des rois Louis X le Hutin et Jean Ier le Posthume. Ces accusations, vraies ou fausses, sont reprises par l'écrivain Maurice Druon dans son œuvre littéraire Les Rois maudits.
Dans la série de romans de Druon et les deux adaptations télévisées, Mahaut d'Artois est décrite comme une conspiratrice et une calculatrice, prête à tout pour conserver l'Artois. Elle spolie son neveu Robert III d'Artois du comté, puis tente de faire de ses deux filles des reines de France en les mariant avec les héritiers du roi Philippe le Bel, et en jouant de poisons et diverses intrigues pour aider ses gendres à accéder au trône. Robert, pour se venger de sa tante qu'il nomme « Mahaut la truie », intrigue dans le sens contraire. Le conflit entre Mahaut et Robert pour le pouvoir contribue à la fin de la dynastie capétienne directe, ce qui provoque la revendication du trône de France par le roi Édouard III d'Angleterre, fils d'Isabelle de France, la seule fille survivante de Philippe le Bel, et mène à la guerre de Cent Ans.

#### Ouvrages
- Anne-Hélène Allirot, Filles de roy de France : Princesses royales, mémoire de saint Louis et conscience dynastique (de 1270 à la fin du XIVe siècle), Turnhout, Brepols, 2010, 630 p. (ISBN 978-2-503-53594-4 et 978-2-503-56692-4, DOI 10.1484/M.CSM-EB.5.106619).
- Christelle Balouzat-Loubet, Mahaut d'Artois, une femme de pouvoir, Paris, Éditions Perrin, 2015, 224 p. (ISBN 978-2-262-03678-2). compte rendu critique de Marion Chaigne-Legouy (Médiévales, 2018).
- Christelle Balouzat-Loubet, Le gouvernement de la comtesse Mahaut en Artois (1302-1329), Turnhout (Belgique), Brepols, 2014, 476 p. (ISBN 978-2-503-55109-8 et 978-2-503-55649-9, DOI 10.1484/M.ARTEM-EB.5.105716). compte rendu critique de Matthieu Leguil (Comptabilité(s), 2015) - thèse en ligne à l'origine de l'ouvrage.
- L'Enfant oublié : le gisant de Jean de Bourgogne et le mécénat de Mahaut d'Artois en Franche-Comté au XIVe siècle : Musée des beaux-arts et d'archéologie de Besançon, 5 décembre 1997-24 février 1998 (catalogue d'exposition), Besançon, Musée des beaux-arts et d'archéologie de Besançon, 1997, 96 p. (ISBN 2-905193-29-8 et 9782905193292).
- Éric Le Nabour, Les Rois maudits : l'enquête historique, Paris, Librairie Académique Perrin, 2005, 296 p. (ISBN 978-2-262-02396-6 et 2262023964).
- Jules-Marie Richard, Une-petite nièce de Saint Louis, Mahaut, comtesse d'Artois et de Bourgogne : étude sur la vie privée, les arts et l'industrie, en Artois et à Paris au commencement du XIVe siècle, Champion, 1887 [lire en ligne sur Internet Archive] [lire en ligne sur Google Livres].

#### Articles
- Anne-Hélène Allirot, « Mahaut d'Artois », notice biographique, sur Dictionnaire des Femmes de l'ancienne France [en ligne], Société internationale pour l'étude des femmes de l'Ancien Régime (SIEFAR), 2004.
- Anne-Hélène Allirot, « Dévotions de deux comtesses d'Artois au XIVe siècle, Mahaut et Marguerite: Mémoire des ancêtres et prestige du sang royal en Artois », dans Alain Prévost, éditeur, Les comtes d'Artois et leurs archives : Histoire, mémoire et pouvoir au Moyen Âge (recueil d'études), Arras, Artois Presses Université, 2012 (ISBN 978-2-84832-165-3, lire en ligne), p. 103-118.
- Christelle Balouzat-Loubet, « Bien s'entourer pour mieux gouverner : les officiers de Mahaut, comtesse d'Artois (1302-1329) », Annales de Bretagne et des Pays de l'Ouest, vol. 116, no 1,‎ 2009, p. 146-165 (lire en ligne).
- Christelle Balouzat-Loubet, « Mobilité et pouvoir : les voyages de Mahaut d’Artois (1302-1329) », dans Stéphane Curveiller (dir.) et Laurent Buchard (collaborateur), Se déplacer du Moyen âge à nos jours : actes du 6e Colloque européen de Calais, [25-26 novembre 2006 et 24-25 novembre 2007], Calais, Les Amis du Vieux Calais, 2009 (ISBN 2-9517462-4-5, EAN 9782951746244), p. 71-78.
- Christelle Balouzat-Loubet, « Motiver ses serviteurs : la récompense en Artois sous le règne de la comtesse Mahaut (1302-1329) », Hypothèses, vol. 12 « Hypothèses 2008 »,‎ 2009, p. 181-190 (ISSN 1298-6216 et 2101-0269, lire en ligne).
- Christelle Balouzat-Loubet, « Négocier la paix : Mahaut, comtesse d’Artois face à la révolte de la noblesse artésienne (1315-1319) », dans Marion Trévisi et Philippe Nivet (éditeurs scientifiques), Les Femmes et la guerre, de l’Antiquité à 1918 : actes du colloque d'Amiens, 15-16 novembre 2007, Paris, Institut de stratégie comparée / Economica, coll. « Bibliothèque stratégique », 2010 (ISBN 9782717859515 et 2717859519, OCLC 708393103), p. 151-165.
- Christelle Balouzat-Loubet, « La cour de Mahaut, comtesse d'Artois (1302-1329) : un espace public? », dans Nicolas Offenstadt et Patrick Boucheron, dir., L'espace public au Moyen Âge : Débats autour de Jürgen Habermas, Presses universitaires de France, coll. « Le Nœud Gordien », 2011 (lire en ligne), p. 149-158.
- Christelle Balouzat-Loubet, « Négocier son serment : Mahaut d’Artois, Philippe V et la révolte artésienne », dans Les Relations diplomatiques au Moyen Âge : Formes et enjeux : XLIe Congrès de la Société des historiens médiévistes de l’Enseignement supérieur public (Lyon, 3-6 juin 2010), Paris, Éditions de la Sorbonne, coll. « Histoire ancienne et médiévale », 2011 (ISBN 9791035101688, lire en ligne), p. 145–151.
- Christelle Balouzat-Loubet, « Fere granz despens covenablement en granz euvres : le mécénat de Mahaut, comtesse d'Artois (1302-1329) », Histoire et archéologie du Pas-de-Calais : Bulletin de la Commission départementale d'Histoire et d'archéologie du Pas-de-Calais, vol. 30,‎ 2012, p. 53-73 (ISSN 1273-3563).
- Christelle Balouzat-Loubet, « Finances et pouvoir politique en Artois sous le règne de Mahaut (1302-1329) », dans Alain Prévost, éditeur, Les comtes d'Artois et leurs archives : Histoire, mémoire et pouvoir au Moyen Âge (recueil d'études), Arras, Artois Presses Université, 2012 (ISBN 978-2-84832-165-3, lire en ligne), p. 67-86.
- Christelle Balouzat-Loubet, Le soulèvement nobiliaire en Artois (1314-1319) : de la révolte nobiliaire à la tentative de coup d’État (Communication au colloque 1314. Une Europe en crise ? La conjoncture politique européenne à la mort de Philippe le Bel (Université Paris-Sorbonne, octobre 2014), pré-publication, document de travail), 2004, 12 p. (lire en ligne).
- Christelle Balouzat-Loubet, « Mahaut d'Artois, une femme de pouvoir (1302-1329) », dans Antoine Destemberg, Yann Potin et Emilie Rosenblieh (dir.), Faire jeunesses, rendre justice : À Claude Gauvard, Publications de la Sorbonne, 2015 (ISBN 978-2-85944-911-7, lire en ligne), p. 173-183.
- Christelle Balouzat-Loubet, « Punir et composer. La justice artésienne sous le règne de la comtesse Mahaut (1302-1329) à travers les comptes de bailliages », dans Aude Wirth-Jaillard, Aude Musin, Nathalie Demaret, Emmanuel Bodart et Xavier Rousseaux (éditeurs), Monuments ou documents ? Les comptabilités, sources pour l’histoire du contrôle social (XIIIe – XVIIIe siècles) : Actes du colloque international de Bruxelles (Archives générales du Royaume, 13–15 décembre 2012), Bruxelles, Archives générales du Royaume, coll. « Studia » (no 154), 2015 (ISBN 978-90-5746-783-7, lire en ligne), p. 95-112.
- Christelle Balouzat-Loubet, « Le patronage religieux d'une princesse capétienne: dévotions, fondations et mécénat de Mahaut, comtesse d'Artois (1302-1329) », dans Murielle Gaude-Ferragu et Cécile Vincent-Cassy (dir.), « La dame de cœur » : Patronage et mécénat religieux des femmes de pouvoir dans l'Europe des XIVe – XVIIe siècles, Presses universitaires de Rennes, 2016 (ISBN 978-2-7535-4870-1, lire en ligne), p. 243-254.
- Christelle Balouzat-Loubet, « Les dernières années de Mahaut, comtesse d’Artois (1319-1329) : une vieillesse invisible ? », Médiévales, no 82,‎ 2022, p. 99–116 (ISSN 0751-2708, DOI 10.4000/medievales.12210, lire en ligne).
- Nicole Brocard et Laurence Delobette, « Entre France et Empire: Le mariage d'Otton IV et de Mahaut d'Artois (1285) », dans Laurence Delobette et Paul Delsalle (éd.), La Franche-Comté et les anciens Pays-Bas, XIIIe – XVIIIe siècles, vol. 1 : Aspects politiques, diplomatiques, religieux et artistiques, Besançon, Presses universitaires de Franche-Comté, 2010 (ISBN 978-2-84867-276-2, DOI 10.4000/books.pufc.24662, lire en ligne), p. 17-42  — Version pdf.
- Bernard Delmaire, « La comtesse Mahaut et ses trois testaments (1307, 1318, 1329) », Histoire et archéologie du Pas-de-Calais : Bulletin de la Commission départementale d'histoire et d'archéologie du Pas-de-Calais, vol. XXIII,‎ 2005, p. 3-43 (ISSN 1273-3563).
- Bernard Delmaire, « Le pouvoir de Mahaut, comtesse d'Artois et de Bourgogne, en Artois (1302-1329) », dans Eric Bousmar, Jonathan Dumont, Alain Marchandisse et Bertrand Schnerb (dir.), Femmes de pouvoir, femmes politiques durant les derniers siècles du Moyen Âge et au cours de la première Renaissance, Bruxelles, De Boeck, 2012, p. 247-268.
- (en) Abigail P. Dowling, « Landscape of Luxury: Mahaut d'Artois (1302-29), Management and Use of the Park at Hesdin », dans Albrecht Classen and Christopher Classon (éd.), Rural Space in the Middle Ages and Early Modern Age : The Spatial Turn in Premodern Studies, De Gruyter, 2012, p. 367-388.
- Marie-Hélène Lavallée, « À propos du gisant de Jean de Bourgogne : archives et matériau », Marbres en Franche-Comté : actes des journées d'études, Besançon, 10-12 juin 1999, Besançon, Association pour la promotion et le développement de l'inventaire comtois, 2003, p. 80-84. [lire en ligne].
- Jean-Pierre Redoutey, « Les trois testaments de Mahaut d'Artois », Mémoires de la société pour l'histoire du droit et des institutions des anciens pays bourguignons, comtois et romands, vol. 39,‎ 1982, p. 161-178.
- (en) Elly R. Truitt, « The Garden of Earthly Delights: Mahaut of Artois and the Automata at Hesdin », Medieval Feminist Forum, vol. 46, no 1,‎ 2010, p. 74-79 (lire en ligne).